# 奥尔汉·萨法罗夫
奥尔汉·伊利哈姆奥卢·萨法罗夫（1991年8月10日—）生于连科兰，是一名阿塞拜疆男子柔道运动员。他原本主攻60公斤级，在该项目上曾收获2013年世锦赛铜牌、2015年欧洲运动会银牌和2017年世锦赛银牌，后来转攻66公斤级，他在改项后的首个国际主要赛事奖牌时2020年欧洲柔道锦标赛的金牌。